# جيم ويفر (لاعب كرة قاعدة)
جيم ويفر (بالإنجليزية: Jim Weaver)‏ هو لاعب كرة قاعدة أمريكي، ولد في 1903، وتوفي في 11 يوليو 1970 في كولورادو سبرينغس في الولايات المتحدة.

## وصلات خارجية
- جيم ويفر على موقع قاعة كارولاينا الشمالية للمشاهير الرياضية (الإنجليزية)